# 1-я Канадская авиационная дивизия
1-я Кана́дская авиацио́нная диви́зия (англ. 1 Canadian Air Division, 1 Cdn Air Div, фр. 1re Division aérienne du Canada) — подразделение оперативного командования и контроля Королевских военно-воздушных сил Канады. Дивизией руководит генерал-майор военно-воздушных сил.
1 КАД базируется на базе «Виннипег» в Виннипеге, провинция Манитоба; она также является штабом Канадской зоны НОРАД и командует 11 из 13 крыльев Королевских военно-воздушных сил Канады и следит за воздушным пространством Канады в рамках государственных обязательств перед Командованием воздушно-космической обороны Северной Америки (НОРАД).
В штабе 1 КАД занято 600 служащих регулярных вооружённых сил и основного резерва. Кроме военного личного состава, также работает гражданский персонал в Управлении операционных исследований и анализа штаба.